# Paraujanos
Els paraujanos o añú término es refereix a un dels pobles indígenes de Veneçuela i, uns dels cinc pobles aborígens de l'estat Zulia que són: els barís, els yukpa, els añú, els wayú i els japrería, o a la seva llengua el paraujano.

## Història i distribució
La paraula añu significa 'gent d'aigua' o 'gent de la mar'. També són coneguts com paraujanos, que significa habitants de la costa de la mar i designació derivada del gentilici que els veïns wayúu apliquen als añú, és un terme compost de per a "mar" o també pararu "costa de la mar"; així doncs, se l'identifica com a “gent de la costa de mar” (Johannes Wilbert. 1983). En l'actualitat, encara que majorment els ancians es reconeixen a si mateixos com añú, es troba molt estès l'ús del terme lagunero, per a referir-se a si mateixos com a oriünds de la llacuna.

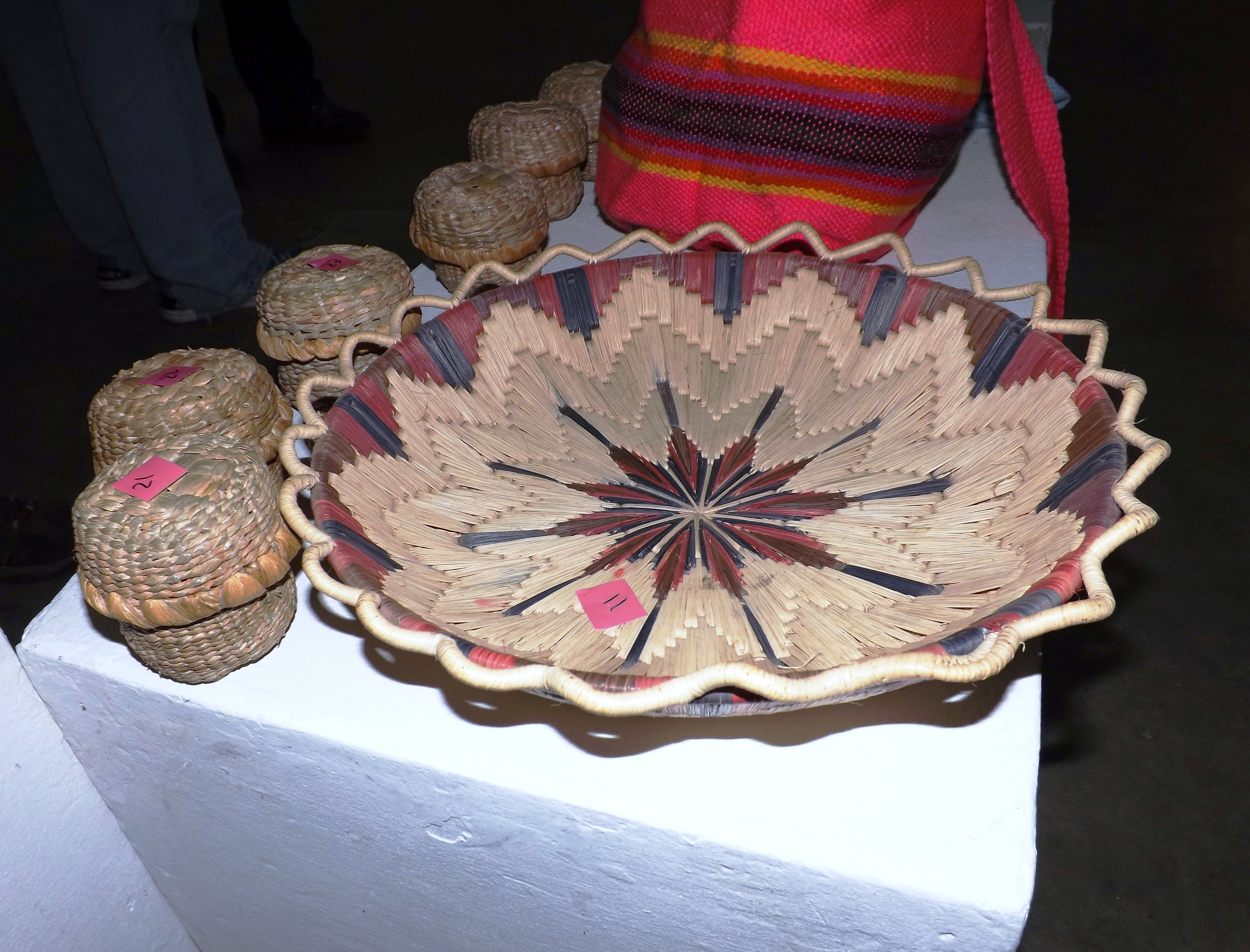
Cistelleria elaborada pels añú amb fulles de enea o boga.

Els añú són un dels cinc pobles aborígens existents a l'estat Zulia (sent els altres quatre els barí, els yukpa, els wayúu i els japreria). Aquesta última comunitat és reconeguda des de fa molt pocs anys pel govern nacional, raó per la qual no es pot situar geogràficament en un lloc específic de la regió muntanyenca del Perijá. Tanmateix es troben prop de les comunitats dels barí i yukpa.
Els añú, són la segona comunitat indígena amb major quantitat de membres a Veneçuela. Igual que els wayú, pertanyen a la família lingüística arawak. El mateix terme "paraujano", designació wayú, es va imposar sobre el gentilici propi "añú" (actualment molt poc usat), i en les últimes dècades s'ha impulsat el seu ús per part d'investigadors i el Moviment Cultural Paraujano (MOCUPA).

### Ubicació
Aquesta comunitat està situada geogràficament a Veneçuela: en els municipis Guajira, Mara, Almirante Padilla, Rosario de Perijá (Barranquita) i Maracaibo, a l'estat Zulia.
En el municipi Guajira es troben assentats a Sinamaica; als sectors El Barro, La Boquita, Las Parcelas, Nuevo Mundo, Boca de Caño, Caño Morita, La Ponchera, El Cañito i Zanzíbar. Segons el cens de l'any 2001 hi ha 17.437 habitants añú i la llacuna de Sinamaica compta amb una població de 5.942 habitants. És en aquest municipi on es troba la major població añú. De la mateixa manera, es troben a San Rafael de El Moján del municipi Mara, als sectors Nazareth, El Guacuco, Indio Mara i Las Lomas.
Quant al municipi Almirante Padilla es troben a Isla de Toas, Isla de Maraca, Isla de Zapara, Isla de San Carlos i Isla de Sabaneta.
D'igual manera, es troben al municipi Maracaibo, situat a Santa Rosa de Agua i al voltant d'alguns rius de Veneçuela, majorment a l'estat Zulia.

### Amenaces
En el cas dels añú són múltiples els factors que amenacen la seva existència: la fragilitat del seu ecosistema caracteritzat com a manglar-cassetó, la pèrdua progressiva de la seva llengua, els elements culturals presents en la seva dinàmica sociocultural i les precàries condicions de vida en què es troben, tots ells factors que generen tensions constants a l'interior del grup i els animals que afecten la vida d'aquests aborígens indígenes.

## Organització i aspectes culturals

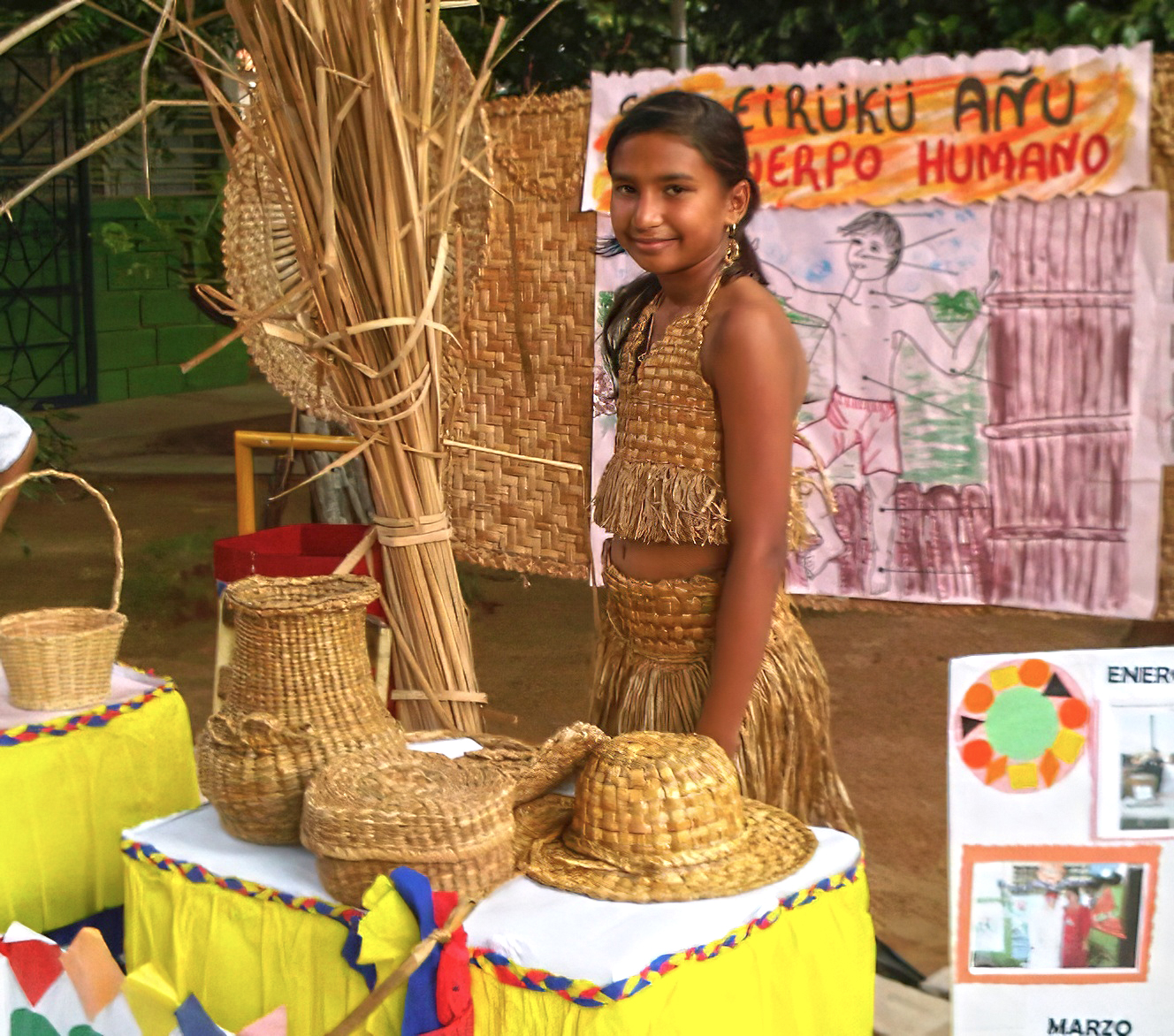
Nena de l'ètnia indígena añú mostrant vestimenta i artesania típiques de l'Estat Zulia, Veneçuela.

### Economia
L'economia dels añú, és a través del manteniment de la pesqueria, són agricultors i la font principal del manteniment econòmic de la família. Aquest treball el realitzen els homes i es transmet de pare a fills. Una altra font d'ingrés l'obté la dona mitjançant el tall de l'enea, per després teixir-la. D'aquest treball és molt poc el que ingressa la família.
Una de les activitats del añú és la caça d'ocells silvestres.

### Cultura
La cultura añú ha fomentat l'activitat del teixit de Marishy (enea), per a realitzar les estores que s'utilitzen com a paret i sostre dels palafits. També per a fer diferents accessoris estètics com a cistelles, figures d'animals, etc. Aquest treball és manual i únicament el realitzen les dones añú.
D'igual forma el treball amb la fusta de mangles, que s'utilitza per a la construcció dels tapinas (palafits), anoa (canoas), i aneishy (canalete). Aquesta és la funció realitzada pels homes añú.

### Habitatge
L'habitatge del añú és una tradició que ha romàs fins avui; aquest habitatge és construït de fusta de mangle i estores; feta de enea, construïda sobre l'aigua a uns dos metres sobre aquesta. Aquest tipus d'habitatge és anomenada palafit.

## Mitologia

### Concepción de la mort
Per als Añú, la mort apareix després d'un camí ple d'actes que generen sofriments, misteri, sorpresa, a través del camí apareixen animals que es comuniquen i orienten fins al lloc de la destinació final. (Alí Fernández: 1999.)
Ara bé, per a aquesta comunitat la mort és tornar al lloc d'on van ser creats: això ho relata el seu mite.
| «                 | ...nosaltres estem a dalt, però en el fons hi ha gent, els Añú. En el fons hi ha un món que es va enfonsar i són allà a baix, per això quan hi ha una creixent forta se sent un soroll, aquest és el plor dels Añú que són allà en el fons, en l'altre món. Del món que es va enfonsar neixen, retoñan els Añú. | » |
| — Medina Josefina | |   |

En els testimoniatges donats es descobreix la concepció que tenen del més enllà, lloc que Ayuyei va crear al principi i que els Añú compaginen amb l'aigua de la qual van ser creats.
No obstant això, el lloc on mora el Añú mort, tot és pau i felicitat. Es dona la trobada amb uns altres Añú que van partir molt abans, entre ells els seus parents. És la continuïtat de la vida, és un món ni llunyà ni aliè al que ha estat la seva manera de vida.
| «                   | ...aquesta que ve és mamà – diuen els angelets que un té, encara sort que jo tinc set davant, se'm van morir set nois. Ells m'esperen. Aquesta que ve aquí és mamà! I m'agarren i em porten pa’ que el senyor. Aquest és un altre poble, en el camí hi ha tragavenaos, toros, gossos, coloms i si en la meva vida jo els vaig donar pals, em tiren al pas més lleig, si un es porta bé no es fiquen amb res. Aquesta és una terra nova on estem tranquils i contents. No són idees del Paraujano, és així, quan vostès veuen un llampec que no es lleva, aquí viuen els Añú morts, són mantes de colors i estan contents, on aquesta el llampec viu el Añú una altra vegada, nosaltres no morim. | » |
| — (Medina Josefina) | |   |

### Nosaltres vam néixer de l'aigua, relat de l'origen
El següent relat del mite de la creació és narrat per una àvia añú: la Sra. Josefita Medina. I està recopilat per Fernández, Alí en la seva tesi: La relació cos-malaltia en els pobladors Añú de la Llacuna de Sinamaica, treball que va presentar per a optar al grau de Magíster Scientiarum en Antropologia Esment Antropologia Social i Cultural. LUZ, Maracaibo, 1999.
Ariyuu va formar a Warushar amb creixent que portaven i adobaven la terra acompanyada amb vents forts, molta pluja, tempestat i llampecs. Tot això era pa’ adobar la terra i així es va formar Warushar.
Nosaltres els Añú vam néixer així. Ariyuu va formar en la nostra terra als nens, es deia per allà hi ha uns noiets i apareixien en parella i van créixer en les muntanyes i es van anar fomentant, però aquests Añú estaven abans en el món. Perquè allà en el fons hi ha un altre món, d'allí van néixer els Añú i en la llacuna van créixer més. Va haver-hi un moment que molts nens i persones es van convertir en Meikol, en animals. Molts dels quals es van convertir en Meikol sabien pescar i treure pescao amb el seu pic, però també molts Meikol es van convertir després en gent, en persones i eren uns bons pescadors. Nosaltres vam néixer de l'aigua. Nosaltres estem a dalt, però en el fons hi ha gent, els Añú. En el fons hi ha un món que es va enfonsar i són allà a baix, per això quan hi ha una creixent forta se sent un soroll, aquest és el plor dels Añú que són allà en el fons, en l'altre món. Del món que es va enfonsar neixen, retoñan els Añú.
| « | Pel cos de Warushar som aquí, si Warushar no ens hagués donat cos no estiguéssim en aquí, nosaltres estiguéssim perduts, no estiguéssim en el món… El cos viu de l'aigua, jo viu en l'aigua amb la sorra, el cos és d'aigua i sorra, d'ella i de nosaltres també. Per això diuen que el cos és Warushar… Warushar està malalta, si Warushar mor, nosaltres morirem amb ella. | » |
| — Font: LUENGO, Ángel. (2005) La cosmogonía Añú. trabajo para optar al grado de Licenciado en Filosofía. Universidad Católica Cecilio Acosta. Maracaibo.) | |   |